# Betametasona
La betametasona és un medicament esteroide. S'utilitza per a diverses malalties, com ara trastorns reumàtics com l'artritis reumatoide i el lupus eritematós sistèmic, malalties de la pell com la dermatitis i la psoriasi, afeccions al·lèrgiques com l'asma i l'angioedema, part prematur per accelerar el desenvolupament dels pulmons del nadó, malaltia de Crohn, càncers com la leucèmia i, juntament amb la fludrocortisona, per a la insuficiència adrenocortical, entre d'altres. Es pot prendre per via oral, injectar-se en un múscul o aplicar-se a la pell, normalment en forma de crema, loció o líquid.
Els efectes secundaris greus inclouen un augment del risc d'infecció, debilitat muscular, reaccions al·lèrgiques greus i psicosi. L'ús a llarg termini pot causar insuficiència suprarenal. Deixar la medicació de sobte després d'un ús a llarg termini pot ser perillós. La crema sol provocar un augment del creixement del pèl i irritació de la pell. La betametasona pertany a la classe de medicaments glucocorticoides. És un estereoisòmer de la dexametasona, i els dos compostos només difereixen en la configuració espacial del grup metil a la posició 16 (vegeu la nomenclatura d'esteroides ).
La betametasona es va patentar el 1958 i es va aprovar per a ús mèdic als Estats Units el 1961. La crema i la pomada figuren a la Llista de Medicaments Essencials de l'Organització Mundial de la Salut. Està disponible com a medicament genèric. El 2022, va ser el 263è medicament més receptat als Estats Units, amb més d'1 milions de receptes.Existeix també en forma de gotes òtiques o be en forma de col·liri ocular.

## Història
A principis del segle xx es van desenvolupar estudis en animals, als quals, en extreure'ls les glàndules suprarenals, començaven a manifestar símptomes característics de la Malaltia d'Addison, i es va notar que en subministrar-los extractes de les glàndules suprarenals, aquests començaven a mostrar millora. Als anys 30, el bioquímic nord-americà, Edward Calvin Kendall, al costat del seu equip de la clínica Mayo, a partir d'extractes de glàndula suprarenal va aconseguir extreure un compost cristal·lí, el qual estava conformat per unes 30 substàncies. A mesura que va anar purificant aquestes substàncies, els anava atorgant una denominació amb una lletra de l'abecedari, ja que era difícil saber quina de les 30 substàncies en estar absent era la causant de la malaltia d'Addison.
A la dècada de 1940 va començar a sintetitzar els compostos de forma parcial, i així, el 1944 es va aconseguir crear una petita quantitat de compost A, anomenat “dehidrocorticosterona”, que es va utilitzar per tractar la malaltia d'Addison.
En 1947 va sintetitzar el Compost E, el qual va servir per alleujar a pacients amb Artritis Reumatoide, i ho va denominar “ cortisona ”. Després es va demostrar que aquesta no era la cura de la malaltia per se, però el coneixement de l'activitat de la cortisona va ser un gran pas que ens va conduir a descobrir més sobre les hormones de les glàndules suprarenals i les indicacions en medicina.
La betametasona va ser sintetitzada el 1958 i patentada per la farmacèutica nord-americana Merck & Co., Inc®.

## Descripció
Les formulacions tòpiques de betametasona generalment es formulen amb una de dues sals: dipropionat de betametasona o valerat de betametasona. El dipropionat de betametasona conté dos èsters, cosa que el fa més liposoluble i augmenta la seva capacitat per penetrar millor a la pell. Això ho fa més potent que el valerat de betametasona, que només conté un èster.
El dipropionat de betametasona és una pols cristal·lina vàter de color blanc a blanc crema, insoluble en aigua. Cada gram de la loció del dipropionat de betametasona conté: 0,643 mg de dipropionat de betametasona (equivalent a 0,5 mg de betametasona) en un vehicle dalcohol isopropílic, i aigua purificada; lleugerament espessit amb carbòmer 934P. La loció de dipropionat de betametasona, és un corticoesteroide de potència mitjana indicat per alleugerir les manifestacions inflamatòries i pruriginoses de les dermatosis sensibles als corticoesteroides.

### Taula comparativa -Dexametasona-Hidrocortisona.
|                             | Betametasona | Dexametasona | Hidrocortisona |
| Molècula                    |              |              |                |
| Fórmula                     | C22H29FO5    | C22H29FO5    | C21H30O5       |
| Potència glucocorticoide    | 25           | 30           | 1              |
| Potència mineralocorticoide | 0            | 0            | 2              |

## Farmacocinètica

### Vies d'administració

#### Parenteral
S'usa en malalties que responen al tractament local o sistèmic amb corticoesteroides quan es requereix un efecte sostingut i quan el tractament oral o local és insuficient, per exemple:
- Injeccions intramusculars: en afeccions de tipus al·lèrgiques, dermatològiques, reumàtiques i altres que responen a corticoesteroides sistèmics.

- Injeccions directes: s'apliquen en teixits afectats, per exemple en trastorns inflamatoris associats a tendons (com a tenosinovitis), trastorns musculars (com a fibrosi i miositis).

- Injeccions intraarticulars i periarticulars: s'indiquen en casos d'artritis reumatoide i artrosi.

- Injeccions intralesionals: s'indiquen en algunes afeccions dermatològiques, trastorns inflamatoris i quístics del peu.

#### Oral
Aquesta via és útil en el tractament de processos en què estigui indicada la teràpia sistèmica amb glucocorticoides, per exemple: asma bronquial, reaccions d'hipersensibilitat greus, anafilàxia, artritis reumatoide juvenil, lupus eritematosos sistèmic, dermatomiositis, malaltia mixta sistèmica), poliarteritis nuosa; inflamació de la pell, incloent pènfig vulgar, penfigoide bullós i pioderma gangrenós; síndrome nefròtica amb lesió de glomerulonefritis amb canvis mínims, nefritis intersticial aguda; colitis ulcerosa, malaltia de Crohn, sarcoïdosi, carditis reumàtica; anèmia hemolítica (autoimmune), leucèmia aguda i limfàtica, limfoma maligne, mieloma múltiple, porpra trombocitopènica idiopàtica; immunosupressió en trasplantaments en nens.

#### Tòpica
Les presentacions en crema i gels s'han d'aplicar amb un massatge suau a la zona afectada i no s'ha d'exposar a la llum solar perquè produeix fotodermatitis i taques a la pell.

### Absorció
La betametasona s'absorbeix ràpidament per via oral, els nivells poden mesurar-se a la sang 20 minuts després de la seva administració. La concentració plasmàtica màxima s'assoleix 2 hores després i disminueix gradualment a 24 hores a partir de l'aplicació.
L'absorció tòpica de la betametasona està determinada per diversos factors que inclouen els excipients a la formulació, la concentració del compost, la integritat de la barrera epidèrmica. Augmenta quan la pell es troba lesionada, inflamada o quan s'administra mitjançant embenat oclusiu i també és més gran a les zones on l'estrat corni és més fi com a les parpelles, els genitals o la cara.

### Distribució
La betametasona, com altres corticoesteroides, s'uneix de manera reversible a les proteïnes plasmàtiques. Un assaig realitzat en adults sans als quals se'ls va aplicar una dosi del medicament, administrada via intravenosa, va tenir com a resultat que els nivells plasmàtics de betametasona van tenir un bec entre 10-36 minuts després de la seva administració.
Per via intramuscular o intraarticular, aquesta passa al torrent sanguini per una infiltració a través dels teixits.

### Metabolisme i metabòlits
Es metabolitza principalment al fetge. Els metabòlits principals identificats són betametasona-17-propionat i 6β-hidroxibetametasona-17-propionat.

### Excreció
Els metabòlits inactius s'excreten principalment pels ronyons en conjugar-se amb àcid glucurònic o amb sulfat. D'altra banda, poden ser eliminats com a metabòlits no conjugats, els quals s'excreten per l'orina en petites quantitats del medicament no metabolitzat. L'excreció biliar i fecal no té importància.
La vida mitjana és d'aproximadament 5,6 hores.

## Farmacodinàmica

Figura 5: Mecanisme d'acció de la betametasona

### Mecanisme d'acció
- La betametasona és present a la sang unida a proteïnes, com la globulina d'unió a corticoesteroides ( CBG ).
- La betametasona és liposoluble i ingressa a la cèl·lula com a molècula lliure i s'uneix a receptors citosòlics per després ser transportada a l'interior del nucli. Per això, el receptor citosòlic esteroide s'uneix a proteïnes estabilitzadores, com la proteïna de xoc tèrmic 90 ( Hsp90 ). Quan es forma el complex, s'uneix a una molècula de betametasona i s'allibera la Hsp90.
- El complex betametasona-receptor esteroide ingressa al nucli, es dimeritza en unir-se a l'element de resposta a glucocorticoides (GRE) ubicat al gen i regula la transcripció d'aquest. L' ARNm que resulta es dirigeix al citoplasma per a la síntesi proteínica a què es deu la resposta del glucocorticoide final (vegeu la figura 5).[19]

### Efectes farmacològics
- Inhibició de la fosfolipasa A2 i COX-2 : Indueix la síntesi de macrocortina, que és inhibidora de la fosfolipasa A2 indispensable en l'alliberament de l'àcid araquidònic dels fosfolípids de la membrana cel·lular, per la qual cosa s'inhibeix la formació de prostaglandines i trombox inflamació.[20]
- Leucòcits: Augmenten el recompte total de leucòcits polimorfonuclears i de neutròfils, alhora que disminueixen els altres tipus de glòbuls blancs (limfòcits, eosinòfils, monòcits, basòfils). Aquest efecte s'observa entre 4 i 6 hores posterior a una administració única i pot persistir per 24 hores. A més, augmenten l'apoptosi dels glòbuls blancs.[21]

Té activitat en altres sistemes, amb efectes catabòlics i anabòlics:
- Al fetge, indueix la gluconeogènesi i el metabolisme dels aminoàcids a favor de la gluconeogènesi, estimulant així la producció hepàtica de glucosa.
- Al múscul, s'estimula la degradació de proteïnes musculars, alliberant aminoàcids que seran captats pel fetge.
- En el teixit adipós, es promou la lipòlisi.[22]

### Interaccions
| Fàrmacs que interaccionen amb betametasona | |
| Fàrmac                                     | Resultats de la interacció |
| Antidiabètics                              | Farmacodinàmica: Els corticoesteroides incrementen les concentracions de glucosa a la sang induint així una acció hiperglucemiant i reduint els efectes dels medicaments per a la diabetis. |
| AINES                                      | Farmacodinàmia: Augmenta la incidència de malalties àcid pèptiques |
| Antihistamínics                            | Farmacocinètica: Augmenta la degradació de la betametasona |
| Anticonceptius orals                       | Farmacocinètica: Disminució del metabolisme hepàtic de corticoesteroides, incrementant-ne l'efecte.                                                                                         |

## Ús clínic

### Indicacions
- La betametasona està indicada per al tractament de malalties dermatològiques que responguin a teràpia amb corticoesteroides, principalment en dermatitis atòpica, dermatitis numular, pruri, neurodermatitis, dermatitis seborreica, dermatitis per contacte (irritativa o al·lèrgica), es eritrodèrmia generalitzada, també en reaccions davant de picades d'insectes i en mil·liària. Té utilitat com a queratolític en malalties hiperqueratòsiques i eritematoescamoses.
- Està indicada per al tractament de malalties que responen a la teràpia sistèmica amb corticoesteroides, com és el cas de l'asma.[23]

### Efectes adversos[24]
Els efectes adverses següents en medicaments comercialitzats, resumit de l'etiqueta del producte, llevat que s'especifiqui el contrari. Freqüència no definida:
- Cardiovasculars: bradicàrdia, arrítmia cardíaca, cardiomegàlia, xoc circulatori, edema, embòlia (greix), hipertensió, miocardiopatia hipertròfica, ruptura miocàrdica (després d'un IM recent), síncope, taquicàrdia, tromboembolisme.
- Sistema nerviós central: Símptomes sensorials anormals, aracnoiditis, depressió, labilitat emocional, eufòria, mal de cap, augment de la pressió intracranial, insomni, malestar general, meningitis, miastènia, neuritis, neuropatia, paraplegia, parestèsia, canvis de personalitat, pseudotumor medul·la espinal, vertigen.
- Dermatològics: Acne vulgar, dermatitis al·lèrgica, estries atròfiques, diaforesi, equimosis, eritema, exfoliació de la pell, pell fràgil, hiperpigmentació, hipertricosi, hipopigmentació, atròfia cutània, erupció cutània, atrofia cutània, aprimament del cabell, urticària, xerodermia.
- Endocrines i metabòliques: amenorrea, calcinosi, estat de Cushing, disminució de la tolerància a la glucosa, disminució del potassi sèric, retenció de líquids, glucosúria, supressió del creixement (pediàtric), hirsutisme, supressió de l'eix HPA, alcalosis hipopotasémica, tolerancia alterada a la glucosa/prediabetis, resistència a la insulina (augment de requisits d'insulina o agents hiperglucemiants orals), cara de lluna plena, balanç de nitrogen negatiu, catabolisme de proteïnes, retenció de sodi, augment de pes.
- Gastrointestinals: distensió abdominal, canvis en els hàbits intestinals, singlot, augment de la gana, perforació intestinal, nàusees, pancreatitis, úlcera pèptica, esofagitis.
- Genitourinari: disfunció de la bufeta, trastorn dels espermatozoides (disminució de la motilitat i el nombre).
- Hematològics i oncològics: petèquies.
- Hepàtics: hepatomegàlia, augment dels enzims hepàtics
- Hipersensibilitat: reacció anafilactoide, anafilàxia, angioedema
- Infeccions: Infecció (disminució de la resistència), abscés estèril
- Local: reacció al lloc de la injecció (ús intraarticular). flamarada posterior a la injecció (ús intraarticular)
- Neuromuscular i esquelètic: amiotròfia, necrosi asèptica del cap femoral, necrosi asèptica del cap humeral, fractura òssia, artropatia de Charcot, lipoatròfia, miopatia, osteoporosi, trencament de tendó, miopatia per
- Oftàlmica: ceguesa, visió borrosa, cataractes, exoftalms, glaucoma, augment de la pressió intraocular, papiledema
- Respiratori: edema pulmonar
- Diversos: Deteriorament de la cicatrització de ferides
- En nens: s'han notificat supressió de l'eix hipotàlem-hipòfisi-suparrenal, síndrome de Cushing, disminució de la talla final i hipertensió intracranial.

### Contraindicacions
Contraindicada en pacients amb hipersensibilitat al medicament, altres corticoides o qualsevol component del producte; diabetis mellitus ; infeccions virals, bacterianes o micòtiques; tuberculosi activa; glaucoma ; úlcera pèptica; insuficiència cardíaca ; insuficiència renal ; osteoporosi ; hipertensió arterial; alteracions psiquiàtriques.

#### Embaràs
Els corticoesteroides travessen la placenta. S'han de fer servir durant l'embaràs només si el benefici potencial justifica el risc potencial per al fetus. Els nounats i lactants nascuts de mares que hagin rebut dosis importants de corticoesteroides durant l'embaràs, s'han de vigilar amb cura per identificar signes d' hipoadrenalisme. Atès que l'ús de corticoesteroides profilàcticament més enllà de la setmana 32 de gestació és encara controvertit, s'ha de considerar la relació risc/benefici per a la mare i el fetus quan es fan servir corticoesteroides més enllà d'aquest període gestacional.
Els corticoesteroides no estan indicats en el maneig de la malaltia de la membrana hialina després del naixement i no han de ser administrats a dones embarassades amb preeclàmpsia, eclàmpsia o evidència de dany placentari.

#### Lactància
Els corticoesteroides administrats de forma sistèmica s'excreten a la llet materna i poden endarrerir el creixement del lactant, interferir amb la producció endògena del corticoesteroide, o causar altres reaccions adverses. Es recomana precaució en administrar corticoesteroides a una dona en període de lactància.

### Sobredosi
La intoxicació aguda o mort per sobredosi amb betametasona es pot produir en un baix percentatge.
Els símptomes que s'observen a la sobredosi són: ansietat, depressió, confusió mental, espasmes o hemorràgies digestives, hiperglucèmia, hipertensió arterial i edema. En aquests casos s'indica l'administració de fenobarbital, que redueix la vida mitjana un 44%, a més del tractament simptomàtic i de suport, el qual inclou oxigenoteràpia, manteniment de la temperatura corporal, ingesta adequada de líquids i control d'electròlits en sèrum i orina.

### Presentacions
La betametasona es troba disponible en diferents presentacions, la podem trobar en forma de crema, gel i en ungüent per a administració tòpica, com a solució òtica, en solució i suspensió injectable, en ampolla, solució oral i també tenim presentació en gotes per a administració oftàlmica.

## Altres usos

### Usos no inclosos al registre sanitari (Off Label)
- Sistema nerviós: Exacerbacions agudes d'esclerosi múltiple ; edema cerebral associat amb tumor cerebral primari o metastàtic o craneotomia.
- Malalties renals: Per induir diüresi o remissió de proteïnúria a la síndrome nefròtica idiopàtica o per lupus eritematós.
- Altri: triquinosi amb compromís neurològic o miocàrdic, meningitis tuberculosa amb bloqueig subaracnoïdal o bloqueig imminent quan es fa servir amb quimioteràpia antituberculosa adequada.[24]
- Prevenció de la Síndrome de Dificultat Respiratòria (SDR): estudis demostren que l'administració prenatal de betametasona fosfat en dues dosis de 12 mg IM separades per 24 hores, concedeix una reducció significativa de la incidència de SDR en nadons pretermini.[27]